# Das Phantom (1996)
Das Phantom (Originaltitel: The Phantom) ist ein Action- und Abenteuerfilm aus dem Jahr 1996 von Simon Wincer mit Billy Zane in der Hauptrolle. Der Film basiert auf der erstmals 1936 erschienenen Comic-Serie Phantom von Lee Falk.

## Handlung
Vor langer Zeit im 16. Jahrhundert wurde ein Handelsschiff von Piraten der Singh-Bruderschaft und dessen Anführer, dem Bösen Kabai Singh, überfallen. Ein kleiner Junge musste hilflos mitansehen, wie sein Vater und die gesamte Mannschaft getötet wurde. Er sprang über Bord und wurde auf der Insel Bengalla an Land gespült. Dort traf er auf den Stamm der Touganda, die ihm in einer Zeremonie einen Ring in der Form eines Totenkopfes überreichten. Der Junge verstand, dass er auserwählt war, den Tod seines Vaters zu rächen, indem er Piraterie, Gier und Grausamkeit in allen Formen bekämpft. Als der Junge zum Mann wurde, wurde er Das Phantom.
Der auch als „Der wandelnde Geist“ bekannte maskierte Rächer wird geachtet und gefürchtet, da er nun schon seit Jahrhunderten für die Gerechtigkeit kämpft und somit als unsterblich gilt. Tatsächlich übernahmen jedoch seit Generationen die männlichen Nachkommen der Familie Walker die geheime Identität des Phantoms. Im 20. Jahrhundert verkörpert nun Kit Walker den wandelnden Geist. Er lebt in einer Höhle auf der Insel mit seinem treuen Diener Guran und seinem Wolfshund Devil.
Im Bengalla-Dschungel des Jahres 1938 sind vier Männer um den Verbrecher Quill auf der Suche nach einem silbernen Schädel. Sie zwingen einen kleinen einheimischen Jungen, ihnen als Führer zu dienen. Dem Phantom gelingt es, den Jungen zu befreien und die Begleiter Quills an die Jungle Patrol zu übergeben. Quill jedoch gelingt es, sich mit dem Schädel in die USA abzusetzen, wo er den Schädel an den zwielichtigen Geschäftsmann Xander Drax übergibt. Dieser sucht seit einiger Zeit nach den drei Schädeln von Touganda: einer aus Silber, einer aus Gold und einer aus Jade. Der Legende nach entfalten sie, wenn sie zusammenkommen, eine unvorstellbare Macht.
Drax’ Suche ist dem Zeitungsverleger Dave Palmer aufgefallen. Diesem fällt ein Symbol in Form eines Spinnennetzes in die Hände, das er jedoch nicht deuten kann. Er schickt seine Nichte Diana nach Bengalla, um sich dort mit Captain Horton von der Jungle Patrol zu treffen und mehr darüber zu erfahren. Dianas Flugzeug wird von zwei Jagdflugzeugen zur Landung gezwungen und sie selbst wird entführt. Als sie unter Deck eines Frachtschiffs von Quill und der Pilotin Sala verhört werden soll, taucht das Phantom auf und befreit Diana. Bei einer abenteuerlichen Flucht schaffen sie es, sich per Flugzeug und zu Pferd ihrer Verfolger zu entledigen. Zurück in der Totenkopfhöhle erfährt er, wer hinter den Ereignissen steckt. Diana zeigt ihm das Spinnennetzsymbol, das er als das Kennzeichen seiner Erzfeinde identifiziert: der Singh-Bruderschaft. Das Phantom schickt Diana zurück nach New York, ohne ihr zu offenbaren, dass sie sein Alter Ego Kit Walker von früher kennt.
Das Phantom reist als Kit Walker nach New York City, wo Drax inzwischen die Suche nach dem zweiten Schädel plant, der sich in einem New Yorker Museum befindet. Kit trifft erneut auf Diana, mit der er vor sechs Jahren am Beginn einer Liebesbeziehung stand und die er damals ohne Nachricht verlassen hat, da sein Vater von Quill ermordet wurde und er die Identität des Phantoms übernehmen musste. Diana ahnt nichts von seinem Geheimnis. Zusammen mit ihr will er den zweiten Schädel aus dem Museum holen, wird jedoch von Drax und seinen Schergen überrascht und muss ihm den Jadeschädel überlassen. Ihm gelingt die Flucht, er muss jedoch Diana in den Händen von Quill und Sala lassen.
Nachdem Drax im Besitz von zwei Schädeln ist, zeigen diese ihm die Position des dritten Schädels an: Im Teufelsdreieck (Originalton: Devils Vortex, also Teufelsstrudel), wo zahlreiche Schiffe auf unerklärliche Weise verschwunden sind, muss es eine bislang unbekannte Insel geben, auf der sich der Schädel befindet. Mit einem Wasserflugzeug fliegen Drax und seine Mannschaft, einschließlich Diana, dorthin. Kit Walker, inzwischen wieder in der Maske des Phantoms, kann sich an einen Schwimmer klammern und so unbemerkt mitreisen. Auf der Vulkaninsel werden Drax und seine Leute von Piraten der Singh-Bruderschaft gefangen genommen. Deren Anführer Kabai Singh, Nachfahre des Bösen Kabai Singh, ist im Besitz des goldenen Schädels, den sein Vorfahr vor 400 Jahren von der Insel Bengalla stahl.
Als Drax mit Singh zu verhandeln versucht, offenbart dieser, dass es noch einen vierten Schädel geben soll, der die Macht der drei anderen Schädel kontrollieren könne. Das Phantom kann nicht verhindern, dass Drax alle drei Schädel in seinen Besitz bringt, doch nun erkennt er, dass er selbst den vierten Schädel schon immer besaß: Es ist sein eigener Totenkopf-Ring.
Das Phantom kann Diana und Sala, die inzwischen die Seiten wechselte und ihnen half, in einem U-Boot in Sicherheit bringen. Beim Kampf mit der Macht der drei Schädel werden Singh, Quill und Drax getötet. Das Phantom kann sich gerade noch an das flüchtende U-Boot hängen und ins Freie ziehen lassen, bevor der unterirdische Zufluchtsort der Piraten auf der Insel in die Luft fliegt.
Wieder bei der Totenkopfhöhle angekommen, gibt sich das Phantom Diana schließlich als Kit zu erkennen und sagt ihr, dass er sie heiraten will. Sie reist daraufhin in Richtung New York ab.

## Hintergrund
- Der Butler der Familie Palmer heißt Falkmoore. Dieser Name setzt sich aus dem Schöpfer der Comicserie Lee Falk und dem ersten Zeichner der Comics Ray Moore zusammen.

- Anstelle von Sengh lautet Kabais Name im Original-Comic Singh, dementsprechend heißt es dort auch Singh-Bruderschaft.

- Die Dreharbeiten begannen am 2. Oktober 1995 und endeten am 1. Februar 1996. Gedreht wurde in den USA (Kalifornien), in Australien (Queensland) und in Thailand (Krabi).

- Die Produktionskosten wurden auf rund 45 Millionen US-Dollar geschätzt. Der Film spielte in den Kinos der USA rund 17 Millionen US-Dollar ein.

- Kinostart in den USA war am 7. Juni 1996. In Deutschland kam der Film nicht in die Kinos und wurde am 20. April 1998 auf Video veröffentlicht.

## Kritiken
Roger Ebert schrieb in der Chicago Sun-Times mit Bezug auf das Design und Szenenbild: „Das Phantom ist einer der bestaussehenden Filme jeglichen Genres, die ich jemals gesehen habe.“ Er bescheinigte dem Film auch in Bezug auf die Geschichte einen hervorragenden Unterhaltungswert. Die Handlung wäre im Grunde genommen eine Serie von Abenteuer-Sequenzen. „Das Phantom wurde von Jeffrey Boam geschrieben, der Indiana Jones und der letzte Kreuzzug schrieb. Der Film hat dieselbe halsbrecherische Energie der Indiana-Jones-Filme. Aber es ist kein Indy in violettem Anzug. Es hat einen unverkennbaren Ton und seine eigene Atmosphäre – und eine gewisse Unschuld. Das PG-rating zeigt, dass er auf unnötig übertriebene Gewalt verzichtet und auch für Familien geeignet ist.“
James Berardinelli verglich den Film auf ReelViews mit den frühen Batman-Filmen. Das Phantom sei etwas fürs Auge, biete aber nicht die Stimmung der Batman-Filme. Seiner Ansicht nach wäre es wohl unfair Das Phantom als Möchtegern-Batman zu charakterisieren, da Lee Falks Comic noch vor dem von Batman erschien, die Verfilmung kam jedoch später. Auch wenn das violette Kostüm des Phantoms nicht so stilvoll wie das von Batman aussehe, mache der Film doch mehr Spaß als Tim Burtons Batman aus dem Jahr 1989. Berardinelli lobte die Darstellung von Billy Zane, der für die Hauptrolle eine exzellente Wahl gewesen sei.

## Auszeichnungen
- Kameramann David Burr gewann von der Australian Cinematographers Society 1997 in zwei Kategorien einen Preis.